# Amigo del Hogar
L'Amigo del Hogar è una rivista dominicana edita in spagnolo dalla congregazione missionaria dei Missionari del Sacro Cuore fondati nell'800 dal padre francese Jules Chevalier.
Nata come bollettino parrocchiale di una parrocchia del Cibao, grazie soprattutto al dinamismo datole dal padre Emiliano Tardif, che ne fu direttore per vari anni, divenne una rivista a tiratura nazionale.
La redazione si trova a Santo Domingo, nel quartiere Los Prados.
Esce mensilmente, 11 numeri all'anno.
Tratta argomenti religiosi, con un'attenzione specifica alla vita della congregazione che la edita, e con un'attenzione particolare ai temi sociali.